# Leopold Querfeld
Leopold Querfeld (ur. 20 grudnia 2003 w Wiedniu) – austriacki piłkarz występujący na pozycji środkowego obrońcy, w niemieckim klubie 1. FC Union Berlin. 